# Guaranita auadae
Espèce
Guaranita auadae est une espèce d'araignées aranéomorphes de la famille des Pholcidae.

## Distribution
Cette espèce est endémique de la province de Jujuy en Argentine,. Elle se rencontre entre San Salvador de Jujuy et Purmamarca.

## Description
Le mâle holotype mesure 0,97 mm.

## Systématique et taxinomie
Cette espèce a été décrite par Huber en 2023.

## Étymologie
Cette espèce est nommée en l'honneur d'Ángela Auad (1945–1977). 

## Publication originale
- Huber, Meng, Král, Ávila Herrera & Izquierdo, 2023 : « Revision of the South American Ninetinae genus Guaranita (Araneae, Pholcidae). » European Journal of Taxonomy, vol. 900, p. 32-80 (texte intégral).